# Scottish World Invitation Tournament 1963
Das Scottish World Invitation Tournament 1963 im Badminton fand vom 21. bis zum 23. Februar 1963 in der Kelvin Hall in Glasgow statt. Es war die achte Austragung dieser internationalen Meisterschaften.

## Titelträger
| Disziplin    | Sieger                           |
| ------------ | -------------------------------- |
| Herreneinzel | Erland Kops                      |
| Dameneinzel  | nicht ausgetragen                |
| Herrendoppel | Poul-Erik Nielsen Erland Kops    |
| Damendoppel  | Karin Jørgensen Ulla Rasmussen   |
| Mixed        | Poul-Erik Nielsen Ulla Rasmussen |